# Jonas Hersz Rubin
Jonas Hersz Rubin (ur. 1875, zm. 1924) – żydowsko-polski działacz społeczny, adwokat, poseł na Sejm I kadencji.

## Życiorys
Urodził się w 1875 w Stanisławowie na terytorium ówczesnej II Rzeczypospolitej (obecna Ukraina). Nie wiadomo gdzie odbył studia. Praktykował jako adwokat w rodzinnym mieście. Pełnił funkcję wiceprezesa miejscowej gminy wyznaniowej. W 1918 stanął na czele stanisławowskiej Rady Narodowej. W 1922 został wybrany do Sejmu, gdzie pełnił mandat posła I kadencji. Przez dwadzieścia lat sprawował funkcję prezesa komitetu syjonistycznego w Stanisławowie. Był członkiem Rady Partyjnej Organizacji Syjonistycznej Małopolski Wschodniej. Zmarł przed zakończeniem kadencji w 1924. Został zastąpiony przez Kopela Schwarza.